# شهرستان دولژ
شهرستان دولژ (به لاتین: Dolj County) یک județ در رومانی است که در رومانی واقع شده‌است.

## خصوصیات
شهرستان دولژ ۷٬۴۱۴ کیلومترمربع مساحت و ۶۶۰٬۵۴۴ نفر جمعیت دارد.